# ریل‌تل
ریل‌تل (انگلیسی: RailTel) شرکت مخابرات هندی است، که در سال ۲۰۰۰ تأسیس شد.